# União das Freguesias de Espadanedo, Edroso, Murçós e Soutelo Mourisco
Die União das Freguesias de Espadanedo, Edroso, Murçós e Soutelo Mourisco ist eine portugiesische Gemeinde (Freguesia) im Kreis (Concelho) Macedo de Cavaleiros, Distrikt Bragança, im Nordosten Portugals.

## Geschichte
Die Gemeinde entstand im Zuge der Gebietsreform vom 29. September 2013 durch die Zusammenlegung der ehemaligen Gemeinden Espadanedo, Edroso, Murçós  und Soutelo Mourisco.
Espadanedo wurde Sitz der neuen Verwaltung.

## Demographie
| Freguesia | Freguesia                                     | Freguesia | Freguesia       | ehemalige Freguesias | ehemalige Freguesias | ehemalige Freguesias | ehemalige Freguesias |
| --------- | --------------------------------------------- | --------- | --------------- | -------------------- | -------------------- | -------------------- | -------------------- |
| Wappen    | Freguesia                                     | Einwohner | Fläche in (km²) | Wappen               | Freguesia            | Einwohner            | Fläche in (km²)      |
|           | Espadanedo, Edroso, Murçós e Soutelo Mourisco | 386       | 64,13           |                      | Espadanedo           | 188                  | 18,61                |
|           | Espadanedo, Edroso, Murçós e Soutelo Mourisco | 386       | 64,13           | Edroso               | 95                   | 12,3                 |                      |
|           | Espadanedo, Edroso, Murçós e Soutelo Mourisco | 386       | 64,13           | Murçós               | 134                  | 20,74                |                      |
|           | Espadanedo, Edroso, Murçós e Soutelo Mourisco | 386       | 64,13           | Soutelo Mourisco     | 31                   | 12,48                |                      |